# Fénykompenzációs pont
A fénykompenzációs pont az a fényerősség, amely mellett a fotoszintézis során képződött szerves anyag pótolja a légzési veszteséget. Másképpen: az a fényintenzitás, ahol a fotoszintézis által felvett és a légzés által leadott szén-dioxid mennyisége éppen megegyezik.
Árnyékkedvelő növényeknél gyenge a légzés, így alacsonyabban van a fénykompenzációs pont, ezért tudnak gyenge megvilágításban is megélni. Az erős fényt rosszul hasznosítják. A teljes napfény egytizedét kitevő intenzitás körül már elérik maximális fotoszintézisüket.
Fénykedvelő növényeknek erős a légzésük, és magasan van a kompenzációs pontjuk. Fotoszintézisük tetőpontja így magas fényintenzitásnál van, esetleg természetes fényintenzitásnál el sem tudják érni azt. Gyenge fényben nem tudnak megélni, mert több szerves anyagot fogyasztanak, mint amit termelnek. 